# Merohister arboricavi
Merohister arboricavi är en skalbaggsart som beskrevs av Johnson in Johnson, Lundgren, Newton, Thayer, Wenzel och Wenzel 1991. Merohister arboricavi ingår i släktet Merohister och familjen stumpbaggar. Inga underarter finns listade i Catalogue of Life.